# آنا خانم
آنا خانم (توفت 9 سبتمبر 1647 ؛ (بالفارسية: آنا خانم)) كانت زوجة الملك الصفوي صفي الصفوي (1629-1642). وكانت والدة الملك عباس الثاني الصفوي، خليفة زوجها (1642-1666).

## حياة سابقة
كانت آنا خانم من أصل شركسي.   أعطيت شاه صفي الصفوي، ابن محمد باقر ميرزا، الابن الأكبر لعباس الأول الصفوي (حكم من 1588 إلى 1629) بصفتها محظية جارية. أصبحت والدة عباس الثاني الصفوي.

## الرعايات
من المعروف أن آنا خانوم رعت بناء مسجد ومدرسة في ضاحية عباس آباد بعاصمة إيران حقبة الملكية أصفهان. 

## الموت
توفيت آنا خانم في 9 سبتمبر 1647.  